# Reprieve
Reprieve är en icke-vinst-drivande organisation som arbetar emot dödsstraffet. Namnet är egentligen en benämning på flera organisationer runt om i världen som driver samma fråga. Organisationen fokuserar på att bistå med juridisk hjälp till åtalade som riskerar dödsstraff.